# La casa dell'esorcismo
La casa dell'esorcismo è un film del 1975 diretto da Mario Bava e Alfredo Leone, che del film fu anche produttore.
Si tratta di una nuova distribuzione del film horror Lisa e il diavolo, girato nel 1972, con un differente montaggio voluto dal produttore per ragioni commerciali, a cui sono state aggiunte diverse scene girate ex-novo dallo stesso Alfredo Leone, inserendo nella trama l'elemento delle possessioni demoniache, assente nella prima versione del film. Nel film, la cui paternità è stata rifiutata da Mario Bava, il figlio Lamberto Bava fa da aiuto regista.

## Trama
Una turista americana, Lisa, in visita a Toledo, si perde per le piccole e tortuose vie della città spagnola. Giunta nel negozio di un robivecchi nota che fra la merce esposta vi è un manichino avente le sue sembianze. Spaventata raggiunge il gruppo dei turisti, prossimo a risalire sul pullman. Proprio in quel momento, il robivecchi colpisce al collo il manichino avente le sembianze di Lisa e la ragazza cade a terra, perdendo conoscenza. Fatta rinvenire dagli altri turisti, Lisa dà immediatamente segni di squilibrio. Ricoverata nell'ospedale locale appare alquanto agitata. In preda ad una gravissima crisi isterica dà segni di possessione demoniaca, ma i medici sono convinti si tratti di una forma violentissima di schizofrenia. Legata al letto, Lisa comincia a rimembrare una vita passata: la vita di Elena, donna diabolica e perversa data in sposa ad un uomo instabile di mente.

## Produzione
Il film è stato girato a Barcellona e nell'aeroporto della città, a Madrid e a Toledo, in Spagna.

## Distribuzione

### Date
- Italia: 2 aprile 1975[3]
- Stati Uniti: 9 luglio 1976[3]
- Svezia: 8 dicembre 1976
- Gran Bretagna: 1977
- Francia: 28 settembre 1977
- Finlandia: 18 luglio 1980
- Portogallo: 27 novembre 1981
- Germania Ovest: 1985 (anteprima video)

### Titoli alternativi
- A Casa do Exorcismo (Portogallo)
- Besatt av djevelen (Norvegia)
- Der Teuflische (Germania Ovest)
- Det förbannade huset (Finlandia)
- Dom egzorcyzmów (Polonia)
- El diablo se lleva a los muertos (Spagna)
- Paholaisen kourissa (Finlandia)
- The House of Exorcism  (titolo internazionale)[3]

## Accoglienza

### Incassi
La casa dell'esorcismo ha incassato complessivamente 90.939.354 lire a livello nazionale.